# Onthophagus rhinocerus
Onthophagus rhinocerus là một loài bọ cánh cứng trong họ Bọ hung (Scarabaeidae).